# امین‌آباد (بخش مرکزی اسدآباد)
امین آباد یک روستا در ایران است که در دهستان دربندرود واقع شده‌است. امین آباد ۵۳ نفر جمعیت دارد.